# 因此、摩天樓
《因此、摩天樓》（日语：故に、摩天楼）是日本視覺系搖滾樂團MUCC的第32張單曲。2014年9月10日由Sony Music Associated Records發行。

## 概要
《因此、摩天樓》是視覺系搖滾樂團MUCC自從他們的上一張單曲《ENDER ENDER》以來，相隔將近半年之後發行的最新單曲。同名表題曲曾在讀賣電視台電視動畫《金田一少年之事件簿R》被選為第1期後半季（第15話－第25話）的片頭主題曲使用。也是MUCC自從2013年單曲《World's End》以來的第2首動畫主打歌曲。
販售形式有初回限定盤和通常盤共兩種。初回限定盤有收錄在錄製歌曲時的對話內容，發行之後分別收錄在專輯《THE END OF THE WORLD》與單曲《ENDER ENDER》裡，而該專輯收錄的每首歌曲都有記載正式發行時決定的歌名和錄製時暫時決定的歌名。還有，該專輯有收錄同名電視動畫的同名主打歌曲音樂PV。
通常盤方面，於限量版有附贈動畫CD插圖（收錄的歌曲內容與通常盤相同）。

## 收錄歌曲
所有歌曲由Miya編曲。

### 初回生產限定盤
1. 故摩天
  - 作詞、作曲：Miya（日语：ミヤ (ムック)）
  - 讀賣電視台電視動畫《金田一少年之事件簿R》第1期後半季片頭主題曲
  - 該歌曲是從MUCC在籌製他們的原創專輯《THE END OF THE WORLD（日语：THE END OF THE WORLD (ムックのアルバム)）》的時候就已經開始錄製，Miya說這首是一首「可以讓人容易理解」的歌曲[1]

#### THE END OF THE DEMO
與MUCC的上一張單曲《ENDER ENDER》一樣，有收錄在錄製歌曲時的對話內容。還有，括號內的歌名是專輯發行以前暫時決定的歌名。
1. （THE END OF THE WORLD）THE END OF THE WORLD
2. （A#）ENDER ENDER
3. （2 Step Asia）Ms.Fear
4. （TELL ME）TELL ME
5. （New Metal）
6. 999 -21st Century World-
7. （LOOP）369 --
8. （)JAPANESE
9. （夜間飛行）Hallelujah
10. （死人）死人

#### DVD
1. 故摩天 MUSIC VIDEO

### 通常盤
1. 故摩天
2. Conquest
  - 作詞、作曲：Miya（日语：ミヤ (ムック)）
  - Miya說這首是一首「在專輯的延伸線上」的歌曲
3. 故摩天 -TV EDIT-
4. 故摩天 -ORIGINAL KARAOKE-